# Nigel Rodgers
Nigel Rodgers (* 1952 in England) ist ein britischer Schriftsteller, Umweltaktivist und Kritiker.

## Werdegang
Rodgers hat ein Doktorat in Geschichte und in Kunstgeschichte der Universität Cambridge. Seine Bücher wurden in 14 Sprachen übersetzt.  Er ist der Gründer von Pipedown, der Campaign for Freedom from Piped Music. Nach ausgedehnten Reisen  und  Aufenthalten in London und Paris ist sein derzeitiger Lebensmittelpunkt Wilt mit einem kleinen Megalith vor dem Haus.

## Publikationen
- Incredible Optical Illusions (Simon & Schuster 1998);
- The Traveller’s Atlas with John Man and Chris Schüler (1999);
- Hitler und Churchill (Hodder  2001)
- Roman Architecture (2006);
- Philosophers Behaving Badly[1] with Mel Thompson [1]  (auf Deutsch: Philosophen wie wir: Große Denker menschlich betrachtet       Rogner & Bernhard 2007, ISBN 3-8077-1029-9);[1]
- Understand Existentialism[2] with Mel Thompson (Hodder, 2010);
- The Greek World (2010);
- Why Noise Matters with Arline Bronzaft, Francis McManus, John Stewart and Val Weedon (Routledge 2011);
- The Dandy — Peacock or Enigma? (2012) und The Umbrella Unfurled (2013), Bene Factum.
- Manet: his Life and Work (2015) Lorenz.